# Ейва Макс
Аманда Ава Кочи (на английски: Amanda Ava Koci, родена: Аманда Кочи; на 16 февруари 1994 г.), известна професионално като Ейва Макс (на английски: Ava Max), е американска певица и авторка на песни.
След като преминава през няколко щата, в търсене на музикална кариера в детството си, Макс подписва с Atlantic Records през 2016 г. и издава песента „Sweet but Psycho“ на 17 август 2018 г. Тя става нейният първи хитов сингъл, оглавявайки класациите в 26 държави, сред които Обединеното кралство, Германия, Австрия, Швейцария, Швеция и Нова Зеландия. Песента достига второ място в Австралия и 10-о в американската класация Billboard Hot 100.

## Ранни години
Родителите на Ейва са албанци. Тя има по-голям брат. Три години преди Макс да се роди, родителите ѝ напускат Албания и заживяват в църква в Париж за една година, докато не получат паспорти. След това имигрират в САЩ и живеят в Уисконсин. Родителите ѝ изкарвали пари трудно като всеки от тях работил на 3 работни места без да говори английски.
Ейва се премества със семейството си във Вирджиния, когато е на 8 години, където участва в многобройни певчески конкурси на Радио Дисни в молове преди да учи в гимназия. Тя сменя името си на Ейва когато е на 13 години. Година по-късно Ейва се премества с майка си в Лос Анджелис в търсене на музикална кариера. След това тя заминава за Южна Каролина, където започва да пише песни. Тя се връща в Лос Анджелис на 17 години.

## Музикална кариера

### 2013 – 2017: Начало
Певицата издава дебютната си песен „Take Away the Pain“ под сценичното име Ейва (на английски: Ava) през май 2013 г. Години наред демо версии на песните ѝ са отхвърляни от продуцентите, докато тя не среща канадския музикален продуцент Cirkut на парти през 2014 г. Двамата започват да работят заедно, написвайки стотици песни и издавайки песента „Anyone but You“ през юли 2016 г. Тя добива популярност и привлича вниманието на множество звукозаписни компании. Макс подписва договор с Atlantic Records.
След това тя добавя Max към сценичното си име, а около 2016 – 2017 г. започва да се подстригва по определен начин, наречен „Max Cut“ (прическата на Макс), която може да се види на логото ѝ, на мястото на буквата „А“. На 4 август 2017, Макс е включена в песента „Clap Your Hands“ на Le Youth.

### 2018 – настояще: Пробив
На 20 април 2018 г. излиза „My Way“, който достига №38 в румънската класация Airplay 100. На 11 май 2018 г. излиза „Slippin“, колаборация с Gashi. На 8 юни 2018 г. тя участва в „Into Your Arms“ от американския рапър Вит Лоури. Месец по-късно песента „Salt“ е качена в SoundCloud. На 13 август 2018 г. тя издава „Not Your Barbie Girl“ като промоционален сингъл. „Sweet but Psycho“ е издадена на 17 август 2018 г. Тя се превръща в комерсиален пробив на певицата, достигайки №1 в повече от 26 страни, включително Германия, Швейцария, Австрия, Норвегия, Швеция, Нова Зеландия и Обединеното кралство, където остава на №1 за 4 последователни седмици. През януари 2019 г. песента достига върха на класацията Billboard Songs Dance Club, а по-късно достига топ 10 на Billboard Hot 100. Макс е включена в песента на Vice и Давид Гета „Make Up“ през 2019 г., както и в песента „Let It Be Me“ от албума „7“ на Давид Гета.
На 7 март 2019 г. Ейва издава сингъла „So Am I“, който достига до топ 10 в Полша, Норвегия, Шотландия и Швеция. На 3 юли 2019 г. е издаден ремикс на песента, в който участва южнокорейската група NCT 127. Песните „Blood, Sweat & Tears“ и „Freaking Me Out“ са издадени едновременно през юли 2019 г. като промоционални сингли. На 7 август 2019 г. Макс е включена в песента „Slow Dance“ на американската певица AJ Mitchell. На 19 август 2019 г., Ейва издава „Torn“ като сингъл. На 4 септември 2019 г. тя сключва съвместна сделка за издателство с Warner Chappell Music и Artist Publishing Group. На 31 октомври 2019 г. тя издава музикален клип за „Freaking Me Out“. Макс печели наградата за Най-добър нов изпълнител (Best Push Act) на церемонията MTV Europe Music Awards през 2019 г. На 6 ноември 2019 г. е издадена песента „Tabú“ на Макс и Пабло Алборан. Макс си колаборира с Alan Walker за песента „Alone, Pt. II“, издадена на 27 декември 2019 г. „On Somebody“ е издаден като промоционален сингъл на 30 декември 2019 г.
На 12 март 2020 г. Макс пуска „Kings & Queens“ като петия сингъл от дебютния си студиен албум Heaven & Hell (2020). Тя издава „Who's Laughing Now“ на 30 юли 2020 г. и OMG What's Happening на 3 септември 2020 г. като сингли от албума. Heaven & Hell е издаден на 18 септември 2020 г., заедно с музикално видео към осмия сингъл Naked. Албумът достига №2 във Великобритания и №27 в САЩ.

## Музикален стил и влияние
Макс е поп и денс-поп певица. Израснала е, слушайки изпълнители като Алиша Кийс, Нора Джоунс, Селин Дион, Арета Франклин, Марая Кери и Уитни Хюстън. Споменавала е и Бионсе, Мадона, Гуен Стефани, Фърги, Бритни Спиърс, Кристина Агилера и Лейди Гага като изпълнители, които са ѝ повлияли. Тя твърди, че най-голямо влияние ѝ е оказала Марая Кери.

## Личен живот
Макс е често сравнявана с Лейди Гага, заради музиката ѝ и външния ѝ вид – платинено русата коса, персоната и сценичното име. Тя признава, че не ѝ е приятно да прави публични изяви, че често търси дизайнери, които са пренебрегвани и че носи необичайни тоалети, тъй като тя иска „да даде на хората опит“. Тя предпочита да прави музика в студиото, вместо да се появява на публично място, заявявайки, че не харесва вниманието на модата и камерите на червения килим.
Нейната „Max Cut“ прическа, направена от самата нея, се състои от асиметричната ѝ руса коса, разделена в центъра, като дясната ѝ част е с дължина до брадичката, а лявата е по-дълга и вълнообразна. Изпълнителката твърди, че с тази прическа се чувства уникална.
Макс описва себе си като „100% албанка“ и заявява, че иска да се върне към общността. Тя умее да говори езика, но не може да го чете. В интервю за 2019 г. с „Attitude“ Макс разкрива, че в миналото тя е била привлечена от жени, но е избрала да не етикира сексуалността си.

## Дискография

### Студийни албуми
- Heaven & Hell (2020)
- Diamonds & Dancefloors (2023)

### EP
- Amanda Kay (2008)

## Музикални видеа

### Като основен изпълнител
- My Way (2018)
- Sweet but Psycho (2018)
- So Am I (2019)
- Torn (2019)
- Freaking Me Out (2019)
- Tabú (2019)
- Alone, Pt. II (2019)
- Kings & Queens (2020)
- Who's Laughing Now? (2020)
- My Head & My Heart (2021)

### Като неосновен изпълнител
- Clap Your Hands (2017)
- Into Your Arms (2018)
- Make Up (2018)
- Slow Dance (2019)
- On Me (2020)

## Награди и номинации
| Година | Награда                 | Получател/и и номиниран/и | Категория                              | Резултат  | Бележки |
| ------ | ----------------------- | ------------------------- | -------------------------------------- | --------- | ------- |
| 2019   | Bravo Otto              | Ейва Макс                 | Newcomer                               | печели    | [ 2 ]   |
| 2019   | BreakTudo Awards        | Ейва Макс                 | International New Artist               | номинация | [ 3 ]   |
| 2019   | Global Awards           | Ейва Макс                 | Rising Star                            | номинация | [ 4 ]   |
| 2019   | GAFFA Awards (Sweden)   | Ейва Макс                 | Best Foreign New Act                   | номинация | [ 5 ]   |
| 2019   | GAFFA Awards (Sweden)   | „Sweet but Psycho“        | Best Foreign Song                      | печели    | [ 5 ]   |
| 2019   | LOS40 Music Awards      | „Sweet but Psycho“        | Best International Song                | печели    | [ 6 ]   |
| 2019   | LOS40 Music Awards      | Ейва Макс                 | Best International New Artist          | номинация | [ 6 ]   |
| 2019   | MTV Europe Music Awards | Ейва Макс                 | Best New Act                           | номинация | [ 7 ]   |
| 2019   | MTV Europe Music Awards | Ейва Макс                 | Best Push Act                          | печели    | [ 7 ]   |
| 2019   | MTV Video Music Awards  | Ейва Макс                 | Best New Artist                        | номинация | [ 8 ]   |
| 2019   | NRJ Music Awards        | Ейва Макс                 | International Breakthrough of the Year | номинация | [ 9 ]   |
| 2019   | Teen Choice Awards      | Ейва Макс                 | Choice Summer Female Artist            | номинация | [ 10 ]  |
| 2019   | Teen Choice Awards      | „Sweet but Psycho“        | Choice Song: Pop                       | номинация | [ 10 ]  |
| 2020   | Spotify Awards          | Ейва Макс                 | Most-Streamed EDM Female Artist        | номинация | [ 11 ]  |